# Confine tra Austria e Germania
Il confine tra l'Austria e la Germania Ha una lunghezza di 784 km.

## Caratteristiche

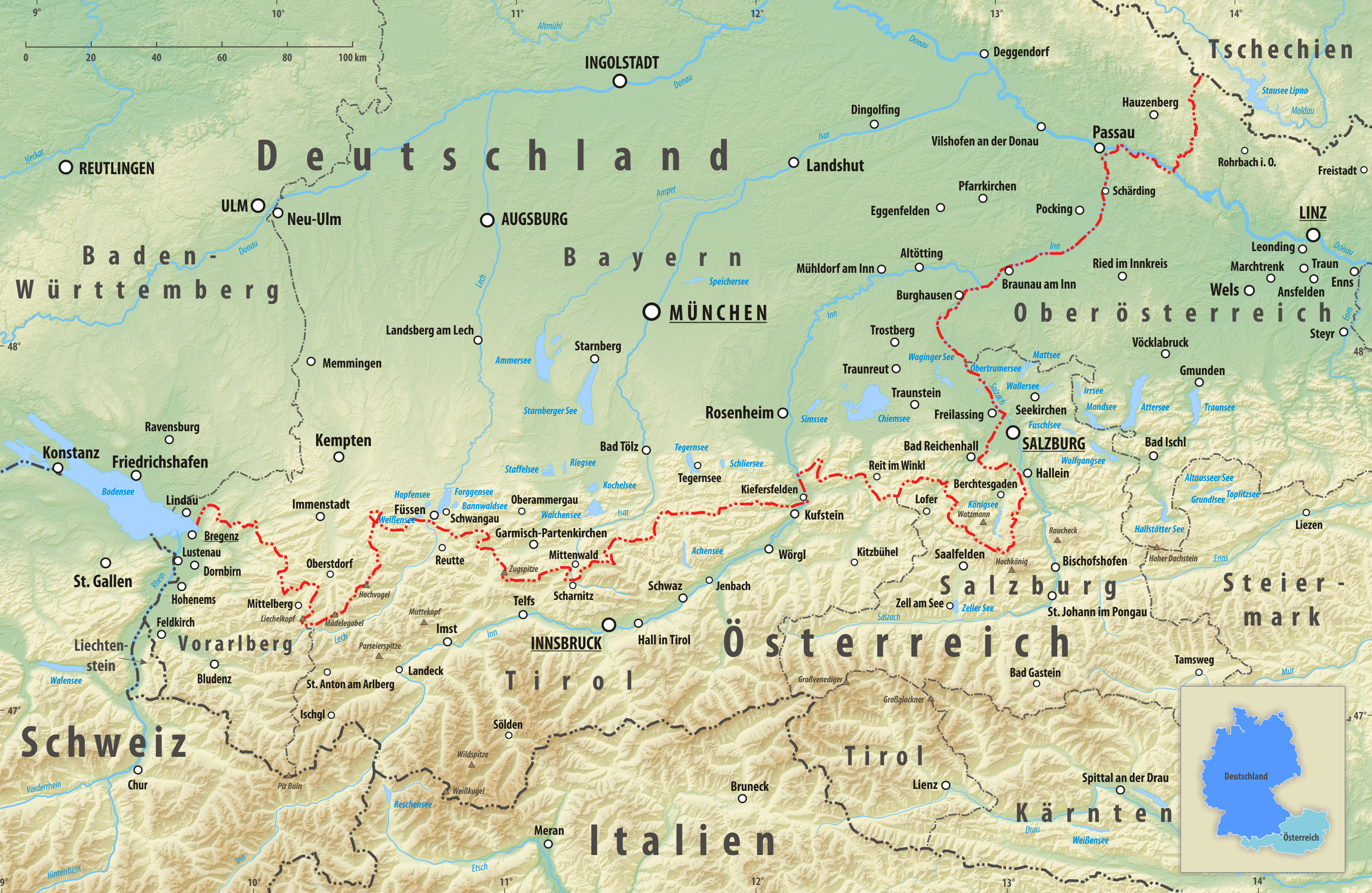
La linea di confine è segnata in rosso.

Il confine è situato al nord-ovest dell'Austria ed al sud-est della Germania.
Inizia alla triplice frontiera situata sul lago di Costanza dove si incontrano l'Austria, la Germania e la Svizzera. Segue poi un andamento generale verso est fino ad arrivare alla triplice frontiera tra Austria, Germania e Repubblica Ceca.
Il confine, lasciato il lago di Costanza, corre lungo le Alpi Bavaresi interessando successivamente le Alpi dell'Algovia e le Alpi dell'Ammergau. Incontra poi le Alpi Calcaree Nordtirolesi nelle sottosezioni Monti di Mieming e del Wetterstein e Monti del Karwendel. Riprende poi le Alpi Bavaresi nelle sottosezioni Alpi del Mangfall e Alpi del Chiemgau. Tocca poi le Alpi Settentrionali Salisburghesi nelle Alpi di Berchtesgaden. Il confine segue poi per un tratto i fiumi Saalach, Salzach, Inn e Danubio. Lasciato il Danubio, arriva alla triplice frontiera finale tra Austria, Germania e Repubblica Ceca.

## Particolarità
Il confine ha la particolarità che sulla vetta del Sorgschrofen è ridotto ad un punto. A nord del monte, il comune austriaco di Jungholz è quasi del tutto racchiuso nel territorio tedesco, ed è collegato all'Austria solamente tramite questo punto.

## Länder interessati
In Germania è interessato un Land:
- Baviera

In Austria sono interessati quattro Länder:
- Alta Austria
- Salisburghese
- Tirolo
- Vorarlberg